# Jnana-ioga
Jnana-ioga (Jñana Yoga), "caminho de sabedoria", é uma modalidade de ioga conhecida também pelo uso do conhecimento, ou seja, por uma verdade preexistente e imutável, para atingir a sabedoria e estudo.
Ao contrário do raja-ioga, que se baseia numa metafísica dualista (dvaita) que distingue entre os muitos Seres transcendentais e a Natureza, a metafísica do Jnâna-Yoga é estritamente não-dualista (ad- vaita).